# Joker Świecie
Joker Mekro Energoremont Świecie är en polsk volleybollklubb från Świecie som spelar i Tauron Liga.

## Historia
Joker Świecie grundades 2004 som ett skollag. I september 2008 bildades ett seniorlag som under sin första säsong blev uppflyttade till II liga (tredje divisionen). Efter fem säsonger i serien blev Joker Świecie säsongen 2013/2014 uppflyttade till I liga. Säsongen 2016/2017 slutade klubben på sin dittills bästa placering i serien, en tredje plats. Säsongen 2018/2019 blev Joker Świecie mästare i I liga, men av ekonomiska skäl valde klubben att inte försöka kvala till högsta divisionen. Följande säsong vann Joker Świecie serien på nytt och blev denna gång uppflyttad till högsta divisionen.
Säsongen 2020/2021 debuterade Joker Świecie i Tauron Liga och slutade som nykomling på 11:e plats och klarade sig kvar. Efter säsongen 2020/2021 lämnade de flesta spelarna laget och Joker Świecie anställde för första gången i klubbens historia en utländsk tränare – Bülent Karslıoğlu från Turkiet.

## Meriter
I liga
- Guld: 2019, 2020
- Brons: 2017

## Truppen 2021/2022[4]
- Tränare:  Bülent Karslıoğlu[3]
- Assisterande tränare:  Mikołaj Mariaskin
- Fysioterapeut:  Łukasz Karnowski
- Fystränare:  Yamac Yasin Ersagun[5]

| Nr | Namn                 | Födelsedatum     | Längd  | Position |
| -- | -------------------- | ---------------- | ------ | -------- |
| 1  | Judyta Gawlak        | 6 november 1990  | 184 cm | Center   |
| 2  | Angelika Wystel      | 29 augusti 1995  | 183 cm | Spiker   |
| 3  | Amelia Senica        | 31 december 2004 |        | Spiker   |
| 4  | Monika Jagła         | 4 januari 2000   | 175 cm | Libero   |
| 5  | Agata Michalewicz    | 28 april 1998    | 181 cm | Spiker   |
| 6  | Wangelija Raczkowska | 19 juli 1997     | 185 cm | Spiker   |
| 7  | Natalia Skrzypkowska | 23 februari 1989 | 180 cm | Spiker   |
| 8  | Agata Nowak          | 8 juli 1995      | 173 cm | Libero   |
| 9  | Joanna Sikorska      | 25 december 1990 | 180 cm | Spiker   |
| 10 | Andressa Picussa     | 22 juli 1989     | 192 cm | Center   |
| 11 | Sonia Kubacka        | 27 februari 1996 | 181 cm | Center   |
| 12 | Maria Luisa Oliveira | 12 december 1992 | 182 cm | Spiker   |
| 14 | Paulina Zaborowska   | 7 juni 2000      | 179 cm | Passare  |
| 16 | Julia Twardowska     | 4 maj 1995       | 188 cm | Spiker   |